# Charinus milloti
Charinus milloti är en spindeldjursart som beskrevs av Fage 1939. Charinus milloti ingår i släktet Charinus och familjen Charinidae. Inga underarter finns listade i Catalogue of Life.